# Tunnel de Marseille
Le tunnel de Marseille est un tunnel ferroviaire français entre Les Pennes-Mirabeau et Marseille, dans les Bouches-du-Rhône. Long de 7 864 mètres, il est en fait constitué, du nord au sud, du tunnel des Pennes-Mirabeau, de la tranchée couverte de Bellepeire, du tunnel de Marseille proprement dit et enfin de la tranchée couverte de Saint-André. Il permet l'arrivée de la LGV Méditerranée dans le centre-ville, qui constitue son terminus.
Il s'agit du plus long tunnel ferroviaire entièrement situé sur le territoire français.

## Situation ferroviaire
Le tunnel est situé sur la ligne de Combs-la-Ville à Saint-Louis (LGV).
L'extrémité de la LGV Méditerranée est située à l'entrée sud du tunnel : les deux voies sortantes de la LGV sont encadrées par les voies de la ligne de Paris-Lyon à Marseille-Saint-Charles.

## Histoire
La construction d'un tunnel pour traverser Les Pennes-Mirabeau est décidée en 1992. Le percement débute en 1995. Elle est réalisée par explosifs et par la méthode traditionnelle.
En 1998, son percement est achevé. En 1999, lors de l'achèvement du tunnel, l'incendie du tunnel du Mont-Blanc provoque une inquiétude sur les normes anti-incendie dans ce tunnel. Notamment, l'absence de conduite de désenfumage est critiquée par les services de secours de Marseille. Ils affirment l'avoir demandé lors de la conception du tunnel.
Le tunnel est mis en service le 10 juin 2001, comme le reste de la LGV Méditerranée.

## Caractéristiques
L'ouvrage est constitué de deux tunnels monotubes et de deux tranchées couvertes : 
- le tunnel des Pennes-Mirabeau, de 1 530 mètres
- la tranchée couverte de Bellepeire, de 430 mètres
- le tunnel de Marseille, de 5 414 mètres
- la tranchée couverte de Saint-André, de 490 mètres[5],[6]

Les services de secours de Marseille sont équipés de véhicules spécifiques pour l'intervention dans l'ouvrage.